# Port lotniczy Tetuan
Port lotniczy Tetuan (IATA: TTU, ICAO: GMTN) – port lotniczy położony w Tetuanie, w regionie Tanger-Tetuan, w Maroku.

## Kierunki lotów i linie lotnicze
| Linia Lotnicza          | Kierunek                                                                                            |
| ----------------------- | --------------------------------------------------------------------------------------------------- |
| Air Arabia              | 1. Barcelona 2. Bruksela 3. Madryt 4. Malaga                                                        |
| Iberia                  | Sezonowo: 1. Malaga                                                                                 |
| Royal Air Maroc Express | 1. Al-Husajma 2. Casablanca                                                                         |
| Ryanair                 | 1. Alicante 2. Bruksela-Charleroi 3. Madryt 4. Malaga 5. Marrakesz Sezonowo: 1. Marsylia 2. Sewilla |
| TUI fly Belgium         | Sezonowo: 1. Bruksela                                                                               |